# Badr Bánún
Badr Bánún (Casablanca, 1993. szeptember 30. –) marokkói válogatott labdarúgó, a katari Qatar SC hátvédje.

## Pályafutása

### Klubcsapatokban
Bánún a marokkói Casablanca városában született. Az ifjúsági pályafutását a helyi Raja Casablanca akadémiájánál kezdte.
2013-ban mutatkozott be a Raja Casablanca felnőtt keretében. A 2013–14-es szezonban a Vidad Fès, míg a 2014–15-ös szezonban a Berkane csapatát erősítette kölcsönben. 2022-ben az egyiptomi Al-Ahlyhoz igazolt. 2022. július 31-én kétéves szerződést kötött a katari Qatar SC együttesével.

### A válogatottban
2017-ben debütált a marokkói válogatottban. Először a 2017. október 7-ei, Gabon ellen 3–0-ra megnyert mérkőzés 81. percében, Mehdi Benatijat váltva lépett pályára. Első válogatott gólját 2021. december 1-jén, Palesztina ellen 4–0-ás győzelemmel zárult arab nemzetek kupája találkozón szerezte meg.

## Statisztikák

### A válogatottban
| Válogatott | Év       | Pályára lépés | Gól |
| ---------- | -------- | ------------- | --- |
| Marokkó    | 2017     | 2             | 0   |
| Marokkó    | 2018     | 5             | 0   |
| Marokkó    | 2019     | 1             | 0   |
| Marokkó    | 2021     | 3             | 3   |
| Marokkó    | 2022     | 3             | 0   |
| Összesen   | Összesen | 14            | 3   |

#### Góljai a válogatottban
| # | Időpont            | Helyszín                                | Ellenfél   | Gólok | Eredmény | Kiírás                       |
| - | ------------------ | --------------------------------------- | ---------- | ----- | -------- | ---------------------------- |
| 1 | 2021. december 1.  | El-Dzsanúb Stadion, Al-Vakra, Katar     | Palesztina | 4–0   | 4–0      | 2021-es arab nemzetek kupája |
| 2 | 2021. december 4.  | Ahmad bin Ali Stadion, Al-Rajján, Katar | Jordánia   | 2–0   | 4–0      | 2021-es arab nemzetek kupája |
| 3 | 2021. december 11. | Al-Thumama Stadion, Doha, Katar         | Algéria    | 2–2   | 2–2      | 2021-es arab nemzetek kupája |

## Fordítás
Ez a szócikk részben vagy egészben  a   Badr Benoun című angol Wikipédia-szócikk fordításán alapul.  Az eredeti cikk szerkesztőit annak laptörténete sorolja fel. Ez a jelzés csupán a megfogalmazás eredetét és a szerzői jogokat jelzi, nem szolgál a cikkben szereplő információk forrásmegjelöléseként.